# Basciano
Basciano és una ciutat i comune dins el província de Teramo, dins el regió de l'est central d'Abruço a Itàlia.

## Demografia
| Gràfica d'evolució de Basciano entre 1861 i 2001 |
|                                                  |
| Font ISTAT - elaboració gràfica de Viquipèdia    |

| 1991  | 1992  | 1993  | 1994  | 1995  | 1996  | 1997  | 1998  | 1999  | 2000  | 2001  | 2002  | 2003  | 2004  | 2005  | 2006  | 2007  | 2008  | 2009  | 2010  | 2011  | 2012  | 2013  | 2014  | 2015  | 2016  | 1r gener 2017 | 2018  | 2019  | 1r gener 2023 |
| 2.228 | 2.230 | 2.238 | 2.256 | 2.257 | 2.276 | 2.299 | 2.308 | 2.331 | 2.354 | 2.381 | 2.385 | 2.389 | 2.399 | 2.444 | 2.483 | 2.495 | 2.488 | 2.480 | 2.461 | 2.438 | 2.447 | 2.465 | 2.434 | 2.434 | 2.434 | 2.409         | 2.373 | 2.363 | 2.337         |